# Іскендер кебаб
Іскендер кебаб (тур. İskender kebap) — одна з найвідоміших страв північно-західної Туреччини, провінції Бурса. Отримала назву на честь винахідника страви Іскендера Ефенді, який мешкав у Бурсі в кінці XIX століття. Історія страви починається 1867 року на місцевому базарі.
Страва являє собою донер-кебаб, приготований з тонко нарізаної баранини на грилі, покладеної на лаваш, политої гострим томатним соусом, пряженим маслом з овечого молока і йогуртом. М'ясо для іскендер-кебабу відрізняється від м'яса будь-якого іншого донера: його отримують з баранів, яких годували чебрецем з передгір'їв гори Улудаг. М'ясо іскендер-кебабу менш жирне.
Рецепт приготування запатентовано в Патентному бюро США. «Kebapçı Iskender» є торговою маркою сім'ї Іскендероглу, яка досі керує рестораном у Бурсі. Ця страва є в багатьох ресторанах по всій Туреччині, переважно під назвою «Iskender kebap», «Bursa kebabı» або іноді «Uludağ kebabı».